# Eletti alla Camera dei deputati nelle elezioni politiche italiane del 2022
Questo elenco riporta i nomi dei deputati della XIX legislatura della Repubblica Italiana dopo le elezioni politiche del 2022, suddivisi per circoscrizione.

## Deputati

### Italia

#### Eletti tramite sistema maggioritario
| Circoscrizione        | Collegio plurinominale     | Collegio uninominale                               | Lista/Coalizione | Lista/Coalizione   | Eletto                        | Note |
| --------------------- | -------------------------- | -------------------------------------------------- | ---------------- | ------------------ | ----------------------------- | ---- |
| Piemonte 1            | Piemonte 1 - 01            | Piemonte 1 - 01 - Torino centro                    |                  | Centrosinistra     | Riccardo Magi                 |      |
| Piemonte 1            | Piemonte 1 - 01            | Piemonte 1 - 02 - Torino - San Paolo               |                  | Centrodestra       | Augusta Montaruli             |      |
| Piemonte 1            | Piemonte 1 - 01            | Piemonte 1 - 03 - Collegno                         |                  | Centrodestra       | Elena Maccanti                |      |
| Piemonte 1            | Piemonte 1 - 02            | Piemonte 1 - 04 - Chieri                           |                  | Centrodestra       | Alessandro Giglio Vigna       |      |
| Piemonte 1            | Piemonte 1 - 02            | Piemonte 1 - 05 - Moncalieri                       |                  | Centrodestra       | Roberto Pella                 |      |
| Piemonte 2            | Piemonte 2 - 01            | Piemonte 2 - 02 - Novara                           |                  | Centrodestra       | Alberto Gusmeroli             |      |
| Piemonte 2            | Piemonte 2 - 01            | Piemonte 2 - 03 - Vercelli                         |                  | Centrodestra       | Andrea Delmastro Delle Vedove |      |
| Piemonte 2            | Piemonte 2 - 02            | Piemonte 2 - 01 - Alessandria                      |                  | Centrodestra       | Riccardo Molinari             |      |
| Piemonte 2            | Piemonte 2 - 02            | Piemonte 2 - 04 - Asti                             |                  | Centrodestra       | Marcello Coppo                |      |
| Piemonte 2            | Piemonte 2 - 02            | Piemonte 2 - 05 - Cuneo                            |                  | Centrodestra       | Monica Ciaburro               |      |
| Lombardia 1           | Lombardia 1 - 01           | Lombardia 1 - 04 - Rozzano                         |                  | Centrodestra       | Riccardo De Corato            |      |
| Lombardia 1           | Lombardia 1 - 01           | Lombardia 1 - 05 - Legnano                         |                  | Centrodestra       | Laura Ravetto                 |      |
| Lombardia 1           | Lombardia 1 - 01           | Lombardia 1 - 07 - Milano - Loreto                 |                  | Centrosinistra     | Bruno Tabacci                 |      |
| Lombardia 1           | Lombardia 1 - 01           | Lombardia 1 - 08 - Milano - Bande Nere             |                  | Centrodestra       | Cristina Rossello             |      |
| Lombardia 1           | Lombardia 1 - 01           | Lombardia 1 - 09 - Milano - Buenos Aires - Venezia |                  | Centrosinistra     | Benedetto della Vedova        |      |
| Lombardia 1           | Lombardia 1 - 02           | Lombardia 1 - 01 - Monza                           |                  | Centrodestra       | Paola Frassinetti             |      |
| Lombardia 1           | Lombardia 1 - 02           | Lombardia 1 - 02 - Seregno                         |                  | Centrodestra       | Andrea Crippa                 |      |
| Lombardia 1           | Lombardia 1 - 02           | Lombardia 1 - 03 - Cologno Monzese                 |                  | Centrodestra       | Lucrezia Mantovani            |      |
| Lombardia 1           | Lombardia 1 - 02           | Lombardia 1 - 06 - Sesto San Giovanni              |                  | Centrodestra       | Marco Osnato                  |      |
| Lombardia 2           | Lombardia 2 - 01           | Lombardia 2 - 01 - Varese                          |                  | Centrodestra       | Andrea Pellicini              |      |
| Lombardia 2           | Lombardia 2 - 01           | Lombardia 2 - 02 - Busto Arsizio                   |                  | Centrodestra       | Stefano Candiani              |      |
| Lombardia 2           | Lombardia 2 - 02           | Lombardia 2 - 03 - Como                            |                  | Centrodestra       | Nicola Molteni                |      |
| Lombardia 2           | Lombardia 2 - 02           | Lombardia 2 - 04 - Sondrio                         |                  | Centrodestra       | Giancarlo Giorgetti           |      |
| Lombardia 2           | Lombardia 2 - 02           | Lombardia 2 - 05 - Lecco                           |                  | Centrodestra       | Maurizio Lupi                 |      |
| Lombardia 3           | Lombardia 3 - 01           | Lombardia 3 - 01 - Treviglio                       |                  | Centrodestra       | Alessandro Sorte              |      |
| Lombardia 3           | Lombardia 3 - 01           | Lombardia 3 - 02 - Bergamo                         |                  | Centrodestra       | Rebecca Frassini              |      |
| Lombardia 3           | Lombardia 3 - 02           | Lombardia 3 - 03 - Lumezzane                       |                  | Centrodestra       | Simona Bordonali              |      |
| Lombardia 3           | Lombardia 3 - 02           | Lombardia 3 - 04 - Brescia                         |                  | Centrodestra       | Maurizio Casasco              |      |
| Lombardia 3           | Lombardia 3 - 02           | Lombardia 3 - 05 - Desenzano del Garda             |                  | Centrodestra       | Giangiacomo Calovini          |      |
| Lombardia 4           | Lombardia 4 - 01           | Lombardia 4 - 01 - Pavia                           |                  | Centrodestra       | Alessandro Cattaneo           |      |
| Lombardia 4           | Lombardia 4 - 01           | Lombardia 4 - 02 - Lodi                            |                  | Centrodestra       | Carmine Fabio Raimondo        |      |
| Lombardia 4           | Lombardia 4 - 01           | Lombardia 4 - 03 - Cremona                         |                  | Centrodestra       | Silvana Comaroli              |      |
| Lombardia 4           | Lombardia 4 - 01           | Lombardia 4 - 04 - Mantova                         |                  | Centrodestra       | Andrea Dara                   |      |
| Trentino-Alto Adige   | Trentino-Alto Adige - 01   | Trentino-Alto Adige - 01 - Trento                  |                  | Centrodestra       | Andrea De Bertoldi            |      |
| Trentino-Alto Adige   | Trentino-Alto Adige - 01   | Trentino-Alto Adige - 02 - Rovereto                |                  | Centrodestra       | Vanessa Cattoi                |      |
| Trentino-Alto Adige   | Trentino-Alto Adige - 01   | Trentino-Alto Adige - 03 - Bolzano                 |                  | SVP-PATT           | Manfred Schullian             |      |
| Trentino-Alto Adige   | Trentino-Alto Adige - 01   | Trentino-Alto Adige - 04 - Bressanone              |                  | SVP-PATT           | Renate Gebhard                |      |
| Veneto 1              | Veneto 1 - 01              | Veneto 1 - 01 - Venezia                            |                  | Centrodestra       | Martina Semenzato             |      |
| Veneto 1              | Veneto 1 - 01              | Veneto 1 - 02 - Chioggia                           |                  | Centrodestra       | Giorgia Andreuzza             |      |
| Veneto 1              | Veneto 1 - 01              | Veneto 1 - 03 - Treviso                            |                  | Centrodestra       | Carlo Nordio                  |      |
| Veneto 1              | Veneto 1 - 01              | Veneto 1 - 04 - Castelfranco Veneto                |                  | Centrodestra       | Dimitri Coin                  |      |
| Veneto 1              | Veneto 1 - 01              | Veneto 1 - 05 - Belluno                            |                  | Centrodestra       | Ingrid Bisa                   |      |
| Veneto 2              | Veneto 2 - 01              | Veneto 2 - 01 - Rovigo                             |                  | Centrodestra       | Alberto Stefani               |      |
| Veneto 2              | Veneto 2 - 01              | Veneto 2 - 02 - Selvazzano Dentro                  |                  | Centrodestra       | Massimo Bitonci               |      |
| Veneto 2              | Veneto 2 - 01              | Veneto 2 - 03 - Padova                             |                  | Centrodestra       | Elisabetta Gardini            |      |
| Veneto 2              | Veneto 2 - 02              | Veneto 2 - 04 - Bassano del Grappa                 |                  | Centrodestra       | Silvio Giovine                |      |
| Veneto 2              | Veneto 2 - 02              | Veneto 2 - 05 - Vicenza                            |                  | Centrodestra       | Maria Cristina Caretta        |      |
| Veneto 2              | Veneto 2 - 03              | Veneto 2 - 06 - Verona                             |                  | Centrodestra       | Lorenzo Fontana               |      |
| Veneto 2              | Veneto 2 - 03              | Veneto 2 - 07 - Villafranca di Verona              |                  | Centrodestra       | Ciro Maschio                  |      |
| Friuli-Venezia Giulia | Friuli-Venezia Giulia - 01 | Friuli-Venezia Giulia - 01 - Pordenone             |                  | Centrodestra       | Vannia Gava                   |      |
| Friuli-Venezia Giulia | Friuli-Venezia Giulia - 01 | Friuli-Venezia Giulia - 02 - Udine                 |                  | Centrodestra       | Walter Rizzetto               |      |
| Friuli-Venezia Giulia | Friuli-Venezia Giulia - 01 | Friuli-Venezia Giulia - 03 - Trieste               |                  | Centrodestra       | Massimiliano Panizzut         |      |
| Liguria               | Liguria - 01               | Liguria - 01 - Savona                              |                  | Centrodestra       | Edoardo Rixi                  |      |
| Liguria               | Liguria - 01               | Liguria - 02 - Genova Ponente                      |                  | Centrodestra       | Ilaria Cavo                   |      |
| Liguria               | Liguria - 01               | Liguria - 03 - Genova Centro Est                   |                  | Centrosinistra     | Luca Pastorino                |      |
| Liguria               | Liguria - 01               | Liguria - 04 - La Spezia                           |                  | Centrodestra       | Roberto Bagnasco              |      |
| Emilia-Romagna        | Emilia-Romagna - 01        | Emilia-Romagna - 01 - Piacenza                     |                  | Centrodestra       | Tommaso Foti                  |      |
| Emilia-Romagna        | Emilia-Romagna - 01        | Emilia-Romagna - 02 - Parma                        |                  | Centrodestra       | Laura Cavandoli               |      |
| Emilia-Romagna        | Emilia-Romagna - 01        | Emilia-Romagna - 03 - Reggio Emilia                |                  | Centrosinistra     | Ilenia Malavasi               |      |
| Emilia-Romagna        | Emilia-Romagna - 02        | Emilia-Romagna - 04 - Modena                       |                  | Centrodestra       | Daniela Dondi                 |      |
| Emilia-Romagna        | Emilia-Romagna - 02        | Emilia-Romagna - 05 - Imola                        |                  | Centrosinistra     | Angelo Bonelli                |      |
| Emilia-Romagna        | Emilia-Romagna - 02        | Emilia-Romagna - 06 - Bologna                      |                  | Centrosinistra     | Virginio Merola               |      |
| Emilia-Romagna        | Emilia-Romagna - 02        | Emilia-Romagna - 07 - Carpi                        |                  | Centrosinistra     | Andrea De Maria               |      |
| Emilia-Romagna        | Emilia-Romagna - 03        | Emilia-Romagna - 08 - Ravenna                      |                  | Centrodestra       | Alice Buonguerrieri           |      |
| Emilia-Romagna        | Emilia-Romagna - 03        | Emilia-Romagna - 09 - Ferrara                      |                  | Centrodestra       | Mauro Malaguti                |      |
| Emilia-Romagna        | Emilia-Romagna - 03        | Emilia-Romagna - 10 - Forlì                        |                  | Centrodestra       | Gloria Saccani Jotti          |      |
| Emilia-Romagna        | Emilia-Romagna - 03        | Emilia-Romagna - 11 - Rimini                       |                  | Centrodestra       | Jacopo Morrone                |      |
| Toscana               | Toscana - 01               | Toscana - 02 - Massa                               |                  | Centrodestra       | Elisa Montemagni              |      |
| Toscana               | Toscana - 01               | Toscana - 03 - Lucca                               |                  | Centrodestra       | Riccardo Zucconi              |      |
| Toscana               | Toscana - 01               | Toscana - 06 - Prato                               |                  | Centrodestra       | Erica Mazzetti                |      |
| Toscana               | Toscana - 02               | Toscana - 01 - Grosseto                            |                  | Centrodestra       | Fabrizio Rossi                |      |
| Toscana               | Toscana - 02               | Toscana - 05 - Livorno                             |                  | Centrodestra       | Chiara Tenerini               |      |
| Toscana               | Toscana - 02               | Toscana - 09 - Arezzo                              |                  | Centrodestra       | Tiziana Nisini                |      |
| Toscana               | Toscana - 03               | Toscana - 04 - Pisa                                |                  | Centrodestra       | Edoardo Ziello                |      |
| Toscana               | Toscana - 03               | Toscana - 07 - Firenze                             |                  | Centrosinistra     | Federico Gianassi             |      |
| Toscana               | Toscana - 03               | Toscana - 08 - Scandicci                           |                  | Centrosinistra     | Emiliano Fossi                |      |
| Umbria                | Umbria - 01                | Umbria - 01 - Terni                                |                  | Centrodestra       | Raffaele Nevi                 |      |
| Umbria                | Umbria - 01                | Umbria - 02 - Perugia                              |                  | Centrodestra       | Virginio Caparvi              |      |
| Marche                | Marche - 01                | Marche - 01 - Ascoli Piceno                        |                  | Centrodestra       | Francesco Battistoni          |      |
| Marche                | Marche - 01                | Marche - 02 - Macerata                             |                  | Centrodestra       | Giorgia Latini                |      |
| Marche                | Marche - 01                | Marche - 03 - Ancona                               |                  | Centrodestra       | Stefano Benvenuti Gostoli     |      |
| Marche                | Marche - 01                | Marche - 04 - Pesaro                               |                  | Centrodestra       | Mirco Carloni                 |      |
| Lazio 1               | Lazio 1 - 01               | Lazio 1 - 01 - Roma Municipio I                    |                  | Centrosinistra     | Paolo Ciani                   |      |
| Lazio 1               | Lazio 1 - 01               | Lazio 1 - 02 - Roma Municipio II                   |                  | Centrodestra       | Simonetta Matone              |      |
| Lazio 1               | Lazio 1 - 01               | Lazio 1 - 03 - Roma Municipio V                    |                  | Centrodestra       | Fabio Rampelli                |      |
| Lazio 1               | Lazio 1 - 02               | Lazio 1 - 04 - Roma Municipio VII                  |                  | Centrosinistra     | Roberto Morassut              |      |
| Lazio 1               | Lazio 1 - 02               | Lazio 1 - 08 - Velletri                            |                  | Centrodestra       | Antonio Tajani                |      |
| Lazio 1               | Lazio 1 - 02               | Lazio 1 - 09 - Guidonia Montecelio                 |                  | Centrodestra       | Alessandro Palombi            |      |
| Lazio 1               | Lazio 1 - 03               | Lazio 1 - 05 - Roma Municipio X                    |                  | Centrodestra       | Alessandro Battilocchio       |      |
| Lazio 1               | Lazio 1 - 03               | Lazio 1 - 06 - Roma Municipio XI                   |                  | Centrodestra       | Luciano Ciocchetti            |      |
| Lazio 1               | Lazio 1 - 03               | Lazio 1 - 07 - Roma Municipio XIV                  |                  | Centrodestra       | Federico Freni                |      |
| Lazio 2               | Lazio 2 - 01               | Lazio 2 - 01 - Viterbo                             |                  | Centrodestra       | Mauro Rotelli                 |      |
| Lazio 2               | Lazio 2 - 01               | Lazio 2 - 02 - Rieti                               |                  | Centrodestra       | Paolo Trancassini             |      |
| Lazio 2               | Lazio 2 - 02               | Lazio 2 - 03 - Latina                              |                  | Centrodestra       | Chiara Colosimo               |      |
| Lazio 2               | Lazio 2 - 02               | Lazio 2 - 04 - Frosinone                           |                  | Centrodestra       | Massimo Ruspandini            |      |
| Lazio 2               | Lazio 2 - 02               | Lazio 2 - 05 - Terracina                           |                  | Centrodestra       | Nicola Ottaviani              |      |
| Abruzzo               | Abruzzo - 01               | Abruzzo - 01 - Chieti                              |                  | Centrodestra       | Alberto Bagnai                |      |
| Abruzzo               | Abruzzo - 01               | Abruzzo - 02 - Pescara                             |                  | Centrodestra       | Guerino Testa                 |      |
| Abruzzo               | Abruzzo - 01               | Abruzzo - 03 - L'Aquila                            |                  | Centrodestra       | Giorgia Meloni                |      |
| Molise                | Molise - 01                | Molise - 01 - Campobasso                           |                  | Centrodestra       | Lorenzo Cesa                  |      |
| Campania 1            | Campania 1 - 01            | Campania 1 - 01 - Giugliano in Campania            |                  | Movimento 5 Stelle | Antonio Caso                  |      |
| Campania 1            | Campania 1 - 01            | Campania 1 - 02 - Napoli Fuorigrotta               |                  | Movimento 5 Stelle | Sergio Costa                  |      |
| Campania 1            | Campania 1 - 01            | Campania 1 - 03 - Napoli San Carlo all'Arena       |                  | Movimento 5 Stelle | Dario Carotenuto              |      |
| Campania 1            | Campania 1 - 02            | Campania 1 - 04 - Casoria                          |                  | Movimento 5 Stelle | Pasqualino Penza              |      |
| Campania 1            | Campania 1 - 02            | Campania 1 - 05 - Acerra                           |                  | Movimento 5 Stelle | Carmela Auriemma              |      |
| Campania 1            | Campania 1 - 02            | Campania 1 - 06 - Somma Vesuviana                  |                  | Movimento 5 Stelle | Carmen Di Lauro               |      |
| Campania 1            | Campania 1 - 02            | Campania 1 - 07 - Torre del Greco                  |                  | Movimento 5 Stelle | Gaetano Amato                 |      |
| Campania 2            | Campania 2 - 01            | Campania 2 - 01 - Aversa                           |                  | Centrodestra       | Gerolamo Cangiano             |      |
| Campania 2            | Campania 2 - 01            | Campania 2 - 02 - Caserta                          |                  | Centrodestra       | Carmen Letizia Giorgianni     |      |
| Campania 2            | Campania 2 - 01            | Campania 2 - 03 - Benevento                        |                  | Centrodestra       | Francesco Maria Rubano        |      |
| Campania 2            | Campania 2 - 02            | Campania 2 - 04 - Avellino                         |                  | Centrodestra       | Gianfranco Rotondi            |      |
| Campania 2            | Campania 2 - 02            | Campania 2 - 05 - Scafati                          |                  | Centrodestra       | Maria Immacolata Vietri       |      |
| Campania 2            | Campania 2 - 02            | Campania 2 - 06 - Salerno                          |                  | Centrodestra       | Giuseppe Bicchielli           |      |
| Campania 2            | Campania 2 - 02            | Campania 2 - 07 - Eboli                            |                  | Centrodestra       | Attilio Pierro                |      |
| Puglia                | Puglia - 01                | Puglia - 01 - Foggia                               |                  | Movimento 5 Stelle | Marco Pellegrini              |      |
| Puglia                | Puglia - 01                | Puglia - 02 - Cerignola                            |                  | Centrodestra       | Giandiego Gatta               |      |
| Puglia                | Puglia - 01                | Puglia - 03 - Andria                               |                  | Centrodestra       | Mariangela Matera             |      |
| Puglia                | Puglia - 02                | Puglia - 04 - Molfetta                             |                  | Centrodestra       | Rita dalla Chiesa             |      |
| Puglia                | Puglia - 02                | Puglia - 05 - Bari                                 |                  | Centrodestra       | Davide Bellomo                |      |
| Puglia                | Puglia - 03                | Puglia - 06 - Altamura                             |                  | Centrodestra       | Rossano Sasso                 |      |
| Puglia                | Puglia - 03                | Puglia - 08 - Taranto                              |                  | Centrodestra       | Dario Iaia                    |      |
| Puglia                | Puglia - 04                | Puglia - 07 - Brindisi                             |                  | Centrodestra       | Mauro D'Attis                 |      |
| Puglia                | Puglia - 04                | Puglia - 09 - Lecce                                |                  | Centrodestra       | Saverio Congedo               |      |
| Puglia                | Puglia - 04                | Puglia - 10 - Galatina                             |                  | Centrodestra       | Alessandro Colucci            |      |
| Basilicata            | Basilicata - 01            | Basilicata - 01 - Potenza                          |                  | Centrodestra       | Salvatore Caiata              |      |
| Calabria              | Calabria - 01              | Calabria - 01 - Corigliano-Rossano                 |                  | Centrodestra       | Domenico Furgiuele            |      |
| Calabria              | Calabria - 01              | Calabria - 02 - Cosenza                            |                  | Movimento 5 Stelle | Anna Laura Orrico             |      |
| Calabria              | Calabria - 01              | Calabria - 03 - Catanzaro                          |                  | Centrodestra       | Wanda Ferro                   |      |
| Calabria              | Calabria - 01              | Calabria - 04 - Vibo Valentia                      |                  | Centrodestra       | Giovanni Arruzzolo            |      |
| Calabria              | Calabria - 01              | Calabria - 05 - Reggio di Calabria                 |                  | Centrodestra       | Francesco Cannizzaro          |      |
| Sicilia 1             | Sicilia 1 - 01             | Sicilia 1 - 01 - Palermo Settecannoli              |                  | Movimento 5 Stelle | Davide Aiello                 |      |
| Sicilia 1             | Sicilia 1 - 01             | Sicilia 1 - 02 - Palermo Resuttana-San Lorenzo     |                  | Centrodestra       | Carolina Varchi               |      |
| Sicilia 1             | Sicilia 1 - 01             | Sicilia 1 - 03 - Bagheria                          |                  | Centrodestra       | Francesco Saverio Romano      |      |
| Sicilia 1             | Sicilia 1 - 02             | Sicilia 1 - 04 - Gela                              |                  | Centrodestra       | Michela Vittoria Brambilla    |      |
| Sicilia 1             | Sicilia 1 - 02             | Sicilia 1 - 05 - Agrigento                         |                  | Centrodestra       | Calogero Pisano               |      |
| Sicilia 1             | Sicilia 1 - 02             | Sicilia 1 - 06 - Marsala                           |                  | Centrodestra       | Marta Fascina                 |      |
| Sicilia 2             | Sicilia 2 - 01             | Sicilia 2 - 05 - Barcellona Pozzo di Gotto         |                  | Centrodestra       | Tommaso Calderone             |      |
| Sicilia 2             | Sicilia 2 - 01             | Sicilia 2 - 06 - Messina                           |                  | Sud chiama Nord    | Francesco Gallo               |      |
| Sicilia 2             | Sicilia 2 - 02             | Sicilia 2 - 02 - Catania                           |                  | Centrodestra       | Valeria Sudano                |      |
| Sicilia 2             | Sicilia 2 - 02             | Sicilia 2 - 03 - Acireale                          |                  | Centrodestra       | Francesco Ciancitto           |      |
| Sicilia 2             | Sicilia 2 - 03             | Sicilia 2 - 01 - Ragusa                            |                  | Centrodestra       | Antonino Minardo              |      |
| Sicilia 2             | Sicilia 2 - 03             | Sicilia 2 - 04 - Siracusa                          |                  | Centrodestra       | Giovanni Luca Cannata         |      |
| Sardegna              | Sardegna - 01              | Sardegna - 01 - Cagliari                           |                  | Centrodestra       | Ugo Cappellacci               |      |
| Sardegna              | Sardegna - 01              | Sardegna - 02 - Carbonia                           |                  | Centrodestra       | Gianni Lampis                 |      |
| Sardegna              | Sardegna - 01              | Sardegna - 03 - Nuoro                              |                  | Centrodestra       | Barbara Polo                  |      |
| Sardegna              | Sardegna - 01              | Sardegna - 04 - Sassari                            |                  | Centrodestra       | Dario Giagoni                 |      |

#### Eletti tramite sistema proporzionale
| Circoscrizione        | Collegio plurinominale     | Lista                     | Eletto                           | Note |
| --------------------- | -------------------------- | ------------------------- | -------------------------------- | --- |
| Piemonte 1            | Piemonte 1 - 01            | Fratelli d'Italia         | Marco Perissa                    | Subentrato al posto di Augusta Montaruli eletta nel collegio uninominale Piemonte 1 - 02 (Torino - San Paolo) |
| Piemonte 1            | Piemonte 1 - 01            | Partito Democratico-IDP   | Maria Cecilia Guerra             | Subentrata al posto di Debora Serracchiani eletta nel collegio plurinominale Friuli-Venezia Giulia - 01 |
| Piemonte 1            | Piemonte 1 - 01            | Partito Democratico-IDP   | Mauro Laus                       | |
| Piemonte 1            | Piemonte 1 - 01            | Alleanza Verdi e Sinistra | Marco Grimaldi                   | |
| Piemonte 1            | Piemonte 1 - 01            | Movimento 5 Stelle        | Antonino Iaria                   | Subentrato al posto di Chiara Appendino eletta nel collegio plurinominale Piemonte 2 - 02 |
| Piemonte 1            | Piemonte 1 - 01            | Azione - Italia Viva      | Daniela Ruffino                  | |
| Piemonte 1            | Piemonte 1 - 02            | Fratelli d'Italia         | Immacolata Zurzolo               | Subentrata al posto di Augusta Montaruli eletta nel collegio uninominale Piemonte 1 - 02 (Torino - San Paolo) |
| Piemonte 1            | Piemonte 1 - 02            | Lega Salvini Premier      | Alessandro Manuel Benvenuto      | Subentrato al posto di Silvana Comaroli eletta nel collegio uninominale Lombardia 4 - 03 (Cremona) |
| Piemonte 1            | Piemonte 1 - 02            | Forza Italia              | Gilberto Pichetto Fratin         | |
| Piemonte 1            | Piemonte 1 - 02            | Partito Democratico-IDP   | Mauro Berruto                    | |
| Piemonte 2            | Piemonte 2 - 01            | Fratelli d'Italia         | Emanuele Pozzolo                 | Subentrato al posto di Fabrizio Comba eletto nel collegio plurinominale Piemonte 2 - 02 e di Monica Ciaburro eletta nel collegio uninominale Piemonte 2 - 05 (Cuneo)                                                                                                |
| Piemonte 2            | Piemonte 2 - 01            | Partito Democratico-IDP   | Federico Fornaro                 | |
| Piemonte 2            | Piemonte 2 - 02            | Fratelli d'Italia         | Enzo Amich                       | Subentrato al posto di Monica Ciaburro eletta nel collegio uninominale Piemonte 2 - 05 (Cuneo) |
| Piemonte 2            | Piemonte 2 - 02            | Fratelli d'Italia         | Fabrizio Comba                   | eletto in più collegi |
| Piemonte 2            | Piemonte 2 - 02            | Lega per Salvini Premier  | Andrea Giaccone                  | Subentrato al posto di Riccardo Molinari eletto nel collegio uninominale Piemonte 2 - 01 (Alessandria) e di Laura Ravetto eletta nel collegio uninominale Lombardia 1 - 05 (Legnano)                                                                                |
| Piemonte 2            | Piemonte 2 - 02            | Forza Italia              | Matilde Siracusano               | Subentrata al posto di Roberto Pella eletto nel collegio uninominale Piemonte 1 - 05 (Moncalieri) |
| Piemonte 2            | Piemonte 2 - 02            | Partito Democratico-IDP   | Chiara Gribaudo                  | |
| Piemonte 2            | Piemonte 2 - 02            | Movimento 5 Stelle        | Chiara Appendino                 | eletto in più collegi |
| Piemonte 2            | Piemonte 2 - 02            | Azione - Italia Viva      | Luigi Marattin                   | |
| Lombardia 1           | Lombardia 1 - 01           | Fratelli d'Italia         | Stefano Maullu                   | |
| Lombardia 1           | Lombardia 1 - 01           | Fratelli d'Italia         | Lorenzo Malagola                 | Subentrato al posto di Giorgia Meloni eletta nel collegio uninominale Abruzzo - 03 (L'Aquila) e di Lucrezia Mantovani eletta nel collegio uninominale Lombardia 1 - 03 (Cologno Monzese)                                                                            |
| Lombardia 1           | Lombardia 1 - 01           | Lega per Salvini Premier  | Igor Iezzi                       | Subentrato al posto di Laura Ravetto eletta nel collegio uninominale Lombardia 1 - 05 (Legnano) |
| Lombardia 1           | Lombardia 1 - 01           | Partito Democratico-IDP   | Lia Quartapelle                  | |
| Lombardia 1           | Lombardia 1 - 01           | Partito Democratico-IDP   | Gianni Cuperlo                   | Subentrato al posto di Enrico Letta eletto nel collegio plurinominale Veneto 2 - 02 |
| Lombardia 1           | Lombardia 1 - 01           | Alleanza Verdi e Sinistra | Eleonora Evi                     | Subentrata al posto di Aboubakar Soumahoro eletto nel collegio plurinominale Emilia-Romagna - 02 |
| Lombardia 1           | Lombardia 1 - 01           | Azione - Italia Viva      | Giulia Pastorella                | Subentrata al posto di Enrico Costa eletto nel collegio plurinominale Lombardia 1 - 02 |
| Lombardia 1           | Lombardia 1 - 02           | Fratelli d'Italia         | Giulio Tremonti                  | |
| Lombardia 1           | Lombardia 1 - 02           | Fratelli d'Italia         | Grazia Di Maggio                 | Subentrata al posto di Paola Frassinetti eletta nel collegio uninominale Lombardia 1 - 01 (Monza) |
| Lombardia 1           | Lombardia 1 - 02           | Fratelli d'Italia         | Fabio Pietrella                  | |
| Lombardia 1           | Lombardia 1 - 02           | Lega per Salvini Premier  | Fabrizio Cecchetti               | |
| Lombardia 1           | Lombardia 1 - 02           | Forza Italia              | Fabrizio Sala                    | Subentrato al posto di Marta Fascina eletta nel collegio uninominale Sicilia 1 -06 (Marsala) |
| Lombardia 1           | Lombardia 1 - 02           | Partito Democratico-IDP   | Silvia Roggiani                  | |
| Lombardia 1           | Lombardia 1 - 02           | Partito Democratico-IDP   | Matteo Mauri                     | |
| Lombardia 1           | Lombardia 1 - 02           | Movimento 5 Stelle        | Giuseppe Conte                   | eletto in più collegi |
| Lombardia 1           | Lombardia 1 - 02           | Azione - Italia Viva      | Enrico Costa                     | eletto in più collegi |
| Lombardia 2           | Lombardia 2 - 01           | Fratelli d'Italia         | Andrea Mascaretti                | Subentrato al posto di Lucrezia Mantovani eletta nel collegio uninominale Lombardia 1 - 03 (Cologno Monzese) |
| Lombardia 2           | Lombardia 2 - 01           | Lega per Salvini Premier  | Umberto Bossi                    | |
| Lombardia 2           | Lombardia 2 - 01           | Movimento 5 Stelle        | Alessandra Todde                 | seggio vacante della regione Campania assegnato d'ufficio dalla Corte di Cassazione nella circoscrizione Lombardia 2 |
| Lombardia 2           | Lombardia 2 - 02           | Fratelli d'Italia         | Sara Kelany                      | |
| Lombardia 2           | Lombardia 2 - 02           | Fratelli d'Italia         | Novo Umberto Maerna              | |
| Lombardia 2           | Lombardia 2 - 02           | Lega per Salvini Premier  | Eugenio Zoffili                  | |
| Lombardia 2           | Lombardia 2 - 02           | Forza Italia              | Stefano Benigni                  | |
| Lombardia 2           | Lombardia 2 - 02           | Partito Democratico-IDP   | Chiara Braga                     | |
| Lombardia 2           | Lombardia 2 - 02           | Alleanza Verdi e Sinistra | Devis Dori                       | |
| Lombardia 2           | Lombardia 2 - 02           | Azione - Italia Viva      | Maria Chiara Gadda               | Subentrata al posto di Mauro Del Barba eletto nel collegio plurinominale Lombardia 4 - 01 |
| Lombardia 3           | Lombardia 3 - 01           | Fratelli d'Italia         | Andrea Tremaglia                 | |
| Lombardia 3           | Lombardia 3 - 01           | Lega per Salvini Premier  | Giulio Centemero                 | |
| Lombardia 3           | Lombardia 3 - 01           | Partito Democratico-IDP   | Vinicio Peluffo                  | |
| Lombardia 3           | Lombardia 3 - 02           | Fratelli d'Italia         | Cristina Almici                  | Subentrata al posto di Paola Frassinetti eletta nel collegio uninominale Lombardia 1 - 01 (Monza) |
| Lombardia 3           | Lombardia 3 - 02           | Fratelli d'Italia         | Luca Sbardella                   | |
| Lombardia 3           | Lombardia 3 - 02           | Lega per Salvini Premier  | Paolo Formentini                 | Subentrato al posto di Simona Bordonali eletta nel collegio uninominale Lombardia 3 - 03 (Lumezzane) |
| Lombardia 3           | Lombardia 3 - 02           | Forza Italia              | Luca Squeri                      | Subentrato al posto di Maurizio Casasco eletto nel collegio uninominale Lombardia 3 - 04 (Brescia) e di Gloria Saccani Jotti eletta nel collegio uninominale Emilia-Romagna - 10 (Forlì)                                                                            |
| Lombardia 3           | Lombardia 3 - 02           | Partito Democratico-IDP   | Gian Antonio Girelli             | |
| Lombardia 3           | Lombardia 3 - 02           | Azione - Italia Viva      | Fabrizio Benzoni                 | |
| Lombardia 4           | Lombardia 4 - 01           | Fratelli d'Italia         | Carlo Maccari                    | |
| Lombardia 4           | Lombardia 4 - 01           | Fratelli d'Italia         | Paola Maria Chiesa               | |
| Lombardia 4           | Lombardia 4 - 01           | Lega per Salvini Premier  | Luca Toccalini                   | Subentrato al posto di Silvana Comaroli eletta nel collegio uninominale Lombardia 4 - 03 (Cremona) |
| Lombardia 4           | Lombardia 4 - 01           | Forza Italia              | Andrea Orsini                    | |
| Lombardia 4           | Lombardia 4 - 01           | Partito Democratico-IDP   | Lorenzo Guerini                  | |
| Lombardia 4           | Lombardia 4 - 01           | Partito Democratico-IDP   | Antonella Forattini              | |
| Lombardia 4           | Lombardia 4 - 01           | Movimento 5 Stelle        | Valentina Barzotti               | seggio vacante della regione Campania assegnato d'ufficio dalla Corte di Cassazione nella circoscrizione Lombardia 4 |
| Lombardia 4           | Lombardia 4 - 01           | Azione - Italia Viva      | Mauro Del Barba                  | eletto in più collegi |
| Trentino-Alto Adige   | Trentino-Alto Adige - 01   | Partito Democratico-IDP   | Sara Ferrari                     | |
| Trentino-Alto Adige   | Trentino-Alto Adige - 01   | Fratelli d'Italia         | Alessia Ambrosi                  | |
| Trentino-Alto Adige   | Trentino-Alto Adige - 01   | SVP-PATT                  | Dieter Steger                    | |
| Veneto 1              | Veneto 1 - 01              | Fratelli d'Italia         | Francesco Filini                 | |
| Veneto 1              | Veneto 1 - 01              | Fratelli d'Italia         | Marina Marchetto                 | Subentrata al posto di Carlo Nordio eletto nel collegio uninominale Veneto 1 - 03 (Treviso) e di Maria Cristina Caretta eletta nel collegio uninominale Veneto 2 - 05 (Vicenza)                                                                                     |
| Veneto 1              | Veneto 1 - 01              | Lega per Salvini Premier  | Gianangelo Bof                   | Subentrato a Ingrid Bisa eletta nel collegio uninominale Veneto 1 - 05 (Belluno) |
| Veneto 1              | Veneto 1 - 01              | Forza Italia              | Piergiorgio Cortelazzo           | |
| Veneto 1              | Veneto 1 - 01              | Partito Democratico-IDP   | Rachele Scarpa                   | |
| Veneto 1              | Veneto 1 - 01              | Partito Democratico-IDP   | Piero Fassino                    | |
| Veneto 1              | Veneto 1 - 01              | Azione - Italia Viva      | Valentina Grippo                 | |
| Veneto 2              | Veneto 2 - 01              | Fratelli d'Italia         | Gianmarco Mazzi                  | |
| Veneto 2              | Veneto 2 - 01              | Lega per Salvini Premier  | Arianna Lazzarini                | Subentrata al posto di Alberto Stefani eletto nel collegio uninominale Veneto 2 - 01 (Rovigo) |
| Veneto 2              | Veneto 2 - 01              | Partito Democratico-IDP   | Alessandro Zan                   | |
| Veneto 2              | Veneto 2 - 01              | Movimento 5 Stelle        | Enrico Cappelletti               | |
| Veneto 2              | Veneto 2 - 02              | Fratelli d'Italia         | Alessandro Urzì                  | Subentrato al posto di Maria Cristina Caretta eletta nel collegio uninominale Veneto 2 - 05 (Vicenza) |
| Veneto 2              | Veneto 2 - 02              | Lega per Salvini Premier  | Erik Umberto Pretto              | |
| Veneto 2              | Veneto 2 - 02              | Partito Democratico-IDP   | Enrico Letta                     | eletto in più collegi |
| Veneto 2              | Veneto 2 - 02              | Alleanza Verdi e Sinistra | Luana Zanella                    | |
| Veneto 2              | Veneto 2 - 02              | Azione - Italia Viva      | Elena Bonetti                    | |
| Veneto 2              | Veneto 2 - 03              | Fratelli d'Italia         | Marco Padovani                   | Subentrato al posto di Ciro Maschio eletto nel collegio uninominale Veneto 2 - 07 (Villafranca di Verona) |
| Veneto 2              | Veneto 2 - 03              | Fratelli d'Italia         | Maddalena Morgante               | |
| Veneto 2              | Veneto 2 - 03              | Forza Italia              | Flavio Tosi                      | |
| Friuli-Venezia Giulia | Friuli-Venezia Giulia - 01 | Fratelli d'Italia         | Nicole Matteoni                  | |
| Friuli-Venezia Giulia | Friuli-Venezia Giulia - 01 | Fratelli d'Italia         | Emanuele Loperfido               | |
| Friuli-Venezia Giulia | Friuli-Venezia Giulia - 01 | Lega per Salvini Premier  | Graziano Pizzimenti              | Subentrato al posto di Vannia Gava eletta nel collegio uninominale Friuli-Venezia Giulia - 01 (Pordenone) |
| Friuli-Venezia Giulia | Friuli-Venezia Giulia - 01 | Partito Democratico-IDP   | Debora Serracchiani              | eletta in più collegi |
| Friuli-Venezia Giulia | Friuli-Venezia Giulia - 01 | Azione - Italia Viva      | Isabella De Monte                | Subentrata al posto di Ettore Rosato eletto nel collegio plurinominale Campania 1 - 02 |
| Liguria               | Liguria - 01               | Fratelli d'Italia         | Matteo Rosso                     | |
| Liguria               | Liguria - 01               | Fratelli d'Italia         | Maria Grazia Frijia              | |
| Liguria               | Liguria - 01               | Lega per Salvini Premier  | Francesco Bruzzone               | |
| Liguria               | Liguria - 01               | Partito Democratico-IDP   | Andrea Orlando                   | |
| Liguria               | Liguria - 01               | Partito Democratico-IDP   | Valentina Ghio                   | |
| Liguria               | Liguria - 01               | Movimento 5 Stelle        | Roberto Traversi                 | |
| Emilia-Romagna        | Emilia-Romagna - 01        | Fratelli d'Italia         | Ylenja Lucaselli                 | Subentrata al posto di Tommaso Foti eletto nel collegio uninominale Emilia-Romagna - 01 (Piacenza) |
| Emilia-Romagna        | Emilia-Romagna - 01        | Fratelli d'Italia         | Gaetana Russo                    | Subentrata al posto di Gianluca Vinci eletto nel collegio plurinominale Emilia-Romagna - 02 |
| Emilia-Romagna        | Emilia-Romagna - 01        | Partito Democratico-IDP   | Paola De Micheli                 | |
| Emilia-Romagna        | Emilia-Romagna - 01        | Partito Democratico-IDP   | Andrea Rossi                     | |
| Emilia-Romagna        | Emilia-Romagna - 01        | Azione - Italia Viva      | Matteo Richetti                  | eletto in più collegi |
| Emilia-Romagna        | Emilia-Romagna - 02        | Partito Democratico-IDP   | Elly Schlein                     | |
| Emilia-Romagna        | Emilia-Romagna - 02        | Partito Democratico-IDP   | Stefano Vaccari                  | |
| Emilia-Romagna        | Emilia-Romagna - 02        | Alleanza Verdi e Sinistra | Aboubakar Soumahoro              | eletto in più collegi |
| Emilia-Romagna        | Emilia-Romagna - 02        | Fratelli d'Italia         | Galeazzo Bignami                 | |
| Emilia-Romagna        | Emilia-Romagna - 02        | Fratelli d'Italia         | Gianluca Vinci                   | Subentrato al posto di Ylenja Lucaselli eletta nel collegio plurinominale Emilia-Romagna - 01 |
| Emilia-Romagna        | Emilia-Romagna - 02        | Fratelli d'Italia         | Beatriz Colombo                  | |
| Emilia-Romagna        | Emilia-Romagna - 02        | Movimento 5 Stelle        | Stefania Ascari                  | |
| Emilia-Romagna        | Emilia-Romagna - 02        | Azione - Italia Viva      | Naike Gruppioni                  | Subentrata al posto di Matteo Richetti eletto nel collegio plurinominale Emilia-Romagna - 01 |
| Emilia-Romagna        | Emilia-Romagna - 03        | Lega per Salvini Premier  | Davide Bergamini                 | |
| Emilia-Romagna        | Emilia-Romagna - 03        | Forza Italia              | Rosaria Tassinari                | |
| Emilia-Romagna        | Emilia-Romagna - 03        | Partito Democratico-IDP   | Andrea Gnassi                    | |
| Emilia-Romagna        | Emilia-Romagna - 03        | Partito Democratico-IDP   | Ouidad Bakkali                   | |
| Emilia-Romagna        | Emilia-Romagna - 03        | Movimento 5 Stelle        | Federico Cafiero De Raho         | |
| Toscana               | Toscana - 01               | Fratelli d'Italia         | Alessandro Amorese               | Subentrato al posto di Giovanni Donzelli eletto nel collegio plurinominale Toscana - 01 |
| Toscana               | Toscana - 01               | Fratelli d'Italia         | Chiara La Porta                  | eletta in più collegi |
| Toscana               | Toscana - 01               | Lega per Salvini Premier  | Andrea Barabotti                 | |
| Toscana               | Toscana - 01               | Forza Italia              | Deborah Bergamini                | |
| Toscana               | Toscana - 01               | Partito Democratico-IDP   | Marco Furfaro                    | Subentrato al posto di Anna Ascani eletta nel collegio plurinominale Umbria - 01 |
| Toscana               | Toscana - 02               | Fratelli d'Italia         | Francesco Michelotti             | Subentrato al posto di Chiara La Porta eletta nel collegio plurinominale Toscana - 01, di Fabrizio Rossi eletto nel collegio uninominale Toscana - 01 (Grosseto) e di Chiara Colosimo eletta nel collegio uninominale Lazio 2 - 03 (Latina)                         |
| Toscana               | Toscana - 02               | Partito Democratico-IDP   | Laura Boldrini                   | |
| Toscana               | Toscana - 02               | Partito Democratico-IDP   | Marco Simiani                    | |
| Toscana               | Toscana - 02               | Movimento 5 Stelle        | Riccardo Ricciardi               | |
| Toscana               | Toscana - 03               | Partito Democratico-IDP   | Simona Bonafè                    | |
| Toscana               | Toscana - 03               | Partito Democratico-IDP   | Arturo Scotto                    | |
| Toscana               | Toscana - 03               | Alleanza Verdi e Sinistra | Nicola Fratoianni                | |
| Toscana               | Toscana - 03               | Fratelli d'Italia         | Giovanni Donzelli                | eletto in più collegi |
| Toscana               | Toscana - 03               | Movimento 5 Stelle        | Andrea Quartini                  | |
| Toscana               | Toscana - 03               | Azione - Italia Viva      | Francesco Bonifazi               | |
| Umbria                | Umbria - 01                | Fratelli d'Italia         | Emanuele Prisco                  | |
| Umbria                | Umbria - 01                | Forza Italia              | Catia Polidori                   | |
| Umbria                | Umbria - 01                | Partito Democratico-IDP   | Anna Ascani                      | eletta in più collegi |
| Umbria                | Umbria - 01                | Movimento 5 Stelle        | Emma Pavanelli                   | |
| Marche                | Marche - 01                | Fratelli d'Italia         | Lucia Albano                     | |
| Marche                | Marche - 01                | Fratelli d'Italia         | Antonio Baldelli                 | |
| Marche                | Marche - 01                | Lega per Salvini Premier  | Riccardo Augusto Marchetti       | |
| Marche                | Marche - 01                | Partito Democratico-IDP   | Irene Manzi                      | |
| Marche                | Marche - 01                | Partito Democratico-IDP   | Augusto Curti                    | |
| Marche                | Marche - 01                | Movimento 5 Stelle        | Giorgio Fede                     | |
| Lazio 1               | Lazio 1 - 01               | Fratelli d'Italia         | Federico Mollicone               | Subentrato al posto di Giorgia Meloni eletta nel collegio uninominale Abruzzo - 03 (L'Aquila) |
| Lazio 1               | Lazio 1 - 01               | Partito Democratico-IDP   | Nicola Zingaretti                | |
| Lazio 1               | Lazio 1 - 01               | Partito Democratico-IDP   | Andrea Casu                      | Subentrato al posto di Marianna Madia eletta nel collegio plurinominale Lazio 2 - 01 |
| Lazio 1               | Lazio 1 - 01               | Alleanza Verdi e Sinistra | Filiberto Zaratti                | |
| Lazio 1               | Lazio 1 - 01               | Azione - Italia Viva      | Roberto Giachetti                | Subentrato al posto di Maria Elena Boschi eletta nel collegio plurinominale Lazio 1 - 03 |
| Lazio 1               | Lazio 1 - 02               | Fratelli d'Italia         | Andrea Volpi                     | Subentrato al posto di Francesco Lollobrigida eletto nel collegio plurinominale Lazio 2 - 02 |
| Lazio 1               | Lazio 1 - 02               | Fratelli d'Italia         | Maria Teresa Bellucci            | Subentrata al posto di Chiara Colosimo eletta nel collegio uninominale Lazio 2 - 03 (Latina) |
| Lazio 1               | Lazio 1 - 02               | Forza Italia              | Paolo Barelli                    | eletto in più collegi |
| Lazio 1               | Lazio 1 - 02               | Lega per Salvini Premier  | Antonio Angelucci                | eletto in più collegi |
| Lazio 1               | Lazio 1 - 02               | Partito Democratico-IDP   | Michela Di Biase                 | |
| Lazio 1               | Lazio 1 - 02               | Movimento 5 Stelle        | Alfonso Colucci                  | |
| Lazio 1               | Lazio 1 - 03               | Fratelli d'Italia         | Angelo Rossi                     | Subentrato al posto di Fabio Rampelli eletto nel collegio uninominale Lazio 1 - 03 (Roma Municipio V) e di Chiara Colosimo eletta nel collegio uninominale Lazio 2 - 03 (Latina)                                                                                    |
| Lazio 1               | Lazio 1 - 03               | Partito Democratico-IDP   | Claudio Mancini                  | |
| Lazio 1               | Lazio 1 - 03               | Movimento 5 Stelle        | Francesco Silvestri              | |
| Lazio 1               | Lazio 1 - 03               | Azione - Italia Viva      | Maria Elena Boschi               | eletta in più collegi |
| Lazio 2               | Lazio 2 - 01               | Fratelli d'Italia         | Massimo Milani                   | |
| Lazio 2               | Lazio 2 - 01               | Partito Democratico-IDP   | Marianna Madia                   | eletta in più collegi |
| Lazio 2               | Lazio 2 - 02               | Fratelli d'Italia         | Francesco Lollobrigida           | eletto in più collegi |
| Lazio 2               | Lazio 2 - 02               | Fratelli d'Italia         | Paolo Pulciani                   | seggio vacante della regione Veneto assegnato d'ufficio dalla Corte di Cassazione nella circoscrizione Lazio 2 |
| Lazio 2               | Lazio 2 - 02               | Forza Italia              | Patrizia Marrocco                | Subentrata al posto di Paolo Barelli eletto nel collegio plurinominale Lazio 1 - 02 |
| Lazio 2               | Lazio 2 - 02               | Lega per Salvini Premier  | Giovanna Miele                   | Subentrata al posto di Antonio Angelucci eletto nel collegio plurinominale Lazio 1 - 02 |
| Lazio 2               | Lazio 2 - 02               | Partito Democratico-IDP   | Matteo Orfini                    | |
| Lazio 2               | Lazio 2 - 02               | Movimento 5 Stelle        | Ilaria Fontana                   | |
| Abruzzo               | Abruzzo - 01               | Fratelli d'Italia         | Fabio Roscani                    | |
| Abruzzo               | Abruzzo - 01               | Fratelli d'Italia         | Rachele Silvestri                | |
| Abruzzo               | Abruzzo - 01               | Forza Italia              | Nazario Pagano                   | |
| Abruzzo               | Abruzzo - 01               | Partito Democratico-IDP   | Luciano D'Alfonso                | |
| Abruzzo               | Abruzzo - 01               | Movimento 5 Stelle        | Daniela Torto                    | |
| Abruzzo               | Abruzzo - 01               | Azione - Italia Viva      | Giulio Cesare Sottanelli         | |
| Molise                | Molise - 01                | Fratelli d'Italia         | Elisabetta Christiana Lancelotta | |
| Campania 1            | Campania 1 - 01            | Movimento 5 Stelle        | Marianna Ricciardi               | Subentrata al posto di Giuseppe Conte eletto nel collegio plurinominale Lombardia 1 - 02 |
| Campania 1            | Campania 1 - 01            | Movimento 5 Stelle        | Gilda Sportiello                 | |
| Campania 1            | Campania 1 - 01            | Movimento 5 Stelle        | Raffaele Bruno                   | |
| Campania 1            | Campania 1 - 01            | Fratelli d'Italia         | Michele Schiano di Visconti      | Subentrato al posto di Marta Schifone eletta nel collegio plurinominale Campania 1 - 02 |
| Campania 1            | Campania 1 - 01            | Partito Democratico-IDP   | Roberto Speranza                 | |
| Campania 1            | Campania 1 - 02            | Movimento 5 Stelle        | Alessandro Caramiello            | |
| Campania 1            | Campania 1 - 02            | Fratelli d'Italia         | Marta Schifone                   | eletta in più collegi |
| Campania 1            | Campania 1 - 02            | Forza Italia              | Annarita Patriarca               | Subentrata al posto di Antonio Tajani eletto nel collegio uninominale Lazio 1 - 08 (Velletri), di Marta Fascina eletta nel collegio uninominale Sicilia 1 - 06 (Mazara) e di Tullio Ferrante eletto nel collegio plurinominale Campania 2 - 02                      |
| Campania 1            | Campania 1 - 02            | Partito Democratico-IDP   | Marco Sarracino                  | |
| Campania 1            | Campania 1 - 02            | Alleanza Verdi e Sinistra | Francesco Emilio Borrelli        | |
| Campania 1            | Campania 1 - 02            | Azione - Italia Viva      | Ettore Rosato                    | |
| Campania 2            | Campania 2 - 01            | Fratelli d'Italia         | Marco Cerreto                    | Subentrato al posto di Marta Schifone eletta nel collegio plurinominale Campania 1 - 02 |
| Campania 2            | Campania 2 - 01            | Lega per Salvini Premier  | Gianpiero Zinzi                  | |
| Campania 2            | Campania 2 - 01            | Movimento 5 Stelle        | Agostino Santillo                | |
| Campania 2            | Campania 2 - 01            | Movimento 5 Stelle        | Enrica Alifano                   | |
| Campania 2            | Campania 2 - 01            | Partito Democratico-IDP   | Stefano Graziano                 | |
| Campania 2            | Campania 2 - 02            | Fratelli d'Italia         | Edmondo Cirielli                 | |
| Campania 2            | Campania 2 - 02            | Forza Italia              | Tullio Ferrante                  | Subentrato al posto di Antonio Tajani eletto nel collegio uninominale Lazio 1 - 08 (Velletri) e di Marta Fascina eletta nel collegio uninominale Sicilia 1 - 06 (Mazara)                                                                                            |
| Campania 2            | Campania 2 - 02            | Partito Democratico-IDP   | Piero De Luca                    | |
| Campania 2            | Campania 2 - 02            | Alleanza Verdi e Sinistra | Francesco Mari                   | |
| Campania 2            | Campania 2 - 02            | Movimento 5 Stelle        | Michele Gubitosa                 | |
| Campania 2            | Campania 2 - 02            | Azione - Italia Viva      | Antonio D'Alessio                | Subentrato al posto di Mara Carfagna eletta nel collegio plurinominale Puglia - 04 |
| Puglia                | Puglia - 01                | Fratelli d'Italia         | Giandonato La Salandra           | |
| Puglia                | Puglia - 01                | Movimento 5 Stelle        | Giorgio Lovecchio                | Subentrato al posto di Giuseppe Conte eletto nel collegio plurinominale Lombardia 1 - 02 |
| Puglia                | Puglia - 01                | Movimento 5 Stelle        | Carla Giuliano                   | |
| Puglia                | Puglia - 02                | Fratelli d'Italia         | Marcello Gemmato                 | Subentrato al posto di Giorgia Meloni eletta nel collegio uninominale Abruzzo - 03 (L'Aquila) |
| Puglia                | Puglia - 02                | Movimento 5 Stelle        | Gianmauro Dell'Olio              | |
| Puglia                | Puglia - 02                | Partito Democratico-IDP   | Marco Lacarra                    | |
| Puglia                | Puglia - 03                | Fratelli d'Italia         | Luigi Giovanni Maiorano          | Subentrato al posto di Marcello Gemmato eletto nel collegio plurinominale Puglia - 02 e di Lucrezia Mantovani eletta nel collegio uninominale Lombardia 1 - 03 (Cologno Monzese)                                                                                    |
| Puglia                | Puglia - 03                | Forza Italia              | Vito De Palma                    | |
| Puglia                | Puglia - 03                | Movimento 5 Stelle        | Patty L'Abbate                   | |
| Puglia                | Puglia - 03                | Partito Democratico-IDP   | Ubaldo Pagano                    | |
| Puglia                | Puglia - 04                | Fratelli d'Italia         | Raffaele Fitto                   | |
| Puglia                | Puglia - 04                | Forza Italia              | Andrea Caroppo                   | Subentrato al posto di Mauro D'Attis eletto nel collegio uninominale Puglia - 07 (Brindisi) e di Matilde Siracusano eletta nel collegio plurinominale Piemonte 2 - 02                                                                                               |
| Puglia                | Puglia - 04                | Lega per Salvini Premier  | Salvatore Marcello Di Mattina    | |
| Puglia                | Puglia - 04                | Movimento 5 Stelle        | Leonardo Donno                   | |
| Puglia                | Puglia - 04                | Partito Democratico-IDP   | Claudio Stefanazzi               | |
| Puglia                | Puglia - 04                | Alleanza Verdi e Sinistra | Elisabetta Piccolotti            | Subentrata al posto di Aboubakar Soumahoro eletto nel collegio plurinominale Emilia-Romagna - 02 |
| Puglia                | Puglia - 04                | Azione - Italia Viva      | Mara Carfagna                    | eletta in più collegi |
| Basilicata            | Basilicata - 01            | Fratelli d'Italia         | Aldo Mattia                      | |
| Basilicata            | Basilicata - 01            | Movimento 5 Stelle        | Arnaldo Lomuti                   | |
| Basilicata            | Basilicata - 01            | Partito Democratico-IDP   | Vincenzo Amendola                | |
| Calabria              | Calabria - 01              | Fratelli d'Italia         | Eugenia Maria Roccella           | Subentrata al posto di Wanda Ferro eletta nel collegio uninominale Calabria - 03 (Cosenza) |
| Calabria              | Calabria - 01              | Fratelli d'Italia         | Alfredo Antoniozzi               | |
| Calabria              | Calabria - 01              | Forza Italia              | Giuseppe Mangialavori            | |
| Calabria              | Calabria - 01              | Lega per Salvini Premier  | Simona Loizzo                    | |
| Calabria              | Calabria - 01              | Movimento 5 Stelle        | Elisa Scutellà                   | seggio vacante della regione Campania assegnato d'ufficio dalla Corte di Cassazione nella circoscrizione Calabria |
| Calabria              | Calabria - 01              | Movimento 5 Stelle        | Vittoria Baldino                 | |
| Calabria              | Calabria - 01              | Movimento 5 Stelle        | Riccardo Tucci                   | |
| Calabria              | Calabria - 01              | Partito Democratico-IDP   | Nico Stumpo                      | |
| Sicilia 1             | Sicilia 1 - 01             | Fratelli d'Italia         | Gianluca Caramanna               | Subentrato al posto di Giorgia Meloni eletta nel collegio uninominale Abruzzo - 03 (L'Aquila) |
| Sicilia 1             | Sicilia 1 - 01             | Forza Italia              | Giorgio Mulé                     | |
| Sicilia 1             | Sicilia 1 - 01             | Movimento 5 Stelle        | Daniela Morfino                  | Subentrata al posto di Giuseppe Conte eletto nel collegio plurinominale Lombardia 1 - 02 e di Davide Aiello eletto nel collegio uninominale Sicilia 1 - 01 (Palermo - Settecannoli)                                                                                 |
| Sicilia 1             | Sicilia 1 - 01             | Movimento 5 Stelle        | Valentina D'Orso                 | |
| Sicilia 1             | Sicilia 1 - 01             | Partito Democratico-IDP   | Giuseppe Provenzano              | eletto in più collegi |
| Sicilia 1             | Sicilia 1 - 02             | Fratelli d'Italia         | Antonio Giordano                 | Subentrato al posto di Carolina Varchi eletta nel collegio uninominale Sicilia 1 - 02 (Palermo - Resuttana - San Lorenzo) |
| Sicilia 1             | Sicilia 1 - 02             | Movimento 5 Stelle        | Ida Carmina                      | |
| Sicilia 1             | Sicilia 1 - 02             | Partito Democratico-IDP   | Giovanna Iacono                  | Subentrata al posto di Giuseppe Provenzano eletta nel collegio plurinominale Sicilia 1 - 01 |
| Sicilia 1             | Sicilia 1 - 02             | Azione - Italia Viva      | Davide Faraone                   | |
| Sicilia 2             | Sicilia 2 - 01             | Fratelli d’Italia         | Maurizio Leo                     | |
| Sicilia 2             | Sicilia 2 - 01             | Movimento 5 Stelle        | Angela Raffa                     | |
| Sicilia 2             | Sicilia 2 - 01             | Partito Democratico-IDP   | Maria Stefania Marino            | |
| Sicilia 2             | Sicilia 2 - 02             | Fratelli d’Italia         | Manlio Messina                   | Subentrato al posto di Giorgia Meloni eletta nel collegio uninominale Abruzzo - 03 (L'Aquila) |
| Sicilia 2             | Sicilia 2 - 02             | Forza Italia              | Paolo Emilio Russo               | Subentrato al posto di Matilde Siracusano eletta nel collegio plurinominale Piemonte 2 - 02 |
| Sicilia 2             | Sicilia 2 - 02             | Lega per Salvini Premier  | Anastasio Carrà                  | Subentrato al posto di Antonino Minardo eletto nel collegio uninominale Sicilia 2 - 01 (Ragusa) e di Valeria Sudano eletta nel collegio uninominale Sicilia 2 - 02 (Catania)                                                                                        |
| Sicilia 2             | Sicilia 2 - 02             | Movimento 5 Stelle        | Luciano Cantone                  | |
| Sicilia 2             | Sicilia 2 - 02             | Azione - Italia Viva      | Giuseppe Castiglione             | |
| Sicilia 2             | Sicilia 2 - 03             | Fratelli d’Italia         | Eliana Longi                     | Subentrata al posto di Giovanni Luca Cannata eletto nel collegio uninominale Sicilia 2 - 04 (Siracusa), di Wanda Ferro eletta nel collegio uninominale Calabria - 03 (Catanzaro) e di Gianfranco Rotondi eletto nel collegio uninominale Campania 2 - 04 (Avellino) |
| Sicilia 2             | Sicilia 2 - 03             | Movimento 5 Stelle        | Filippo Scerra                   | |
| Sicilia 2             | Sicilia 2 - 03             | Partito Democratico-IDP   | Anthony Barbagallo               | |
| Sardegna              | Sardegna - 01              | Fratelli d’Italia         | Salvatore Deidda                 | |
| Sardegna              | Sardegna - 01              | Fratelli d’Italia         | Francesco Mura                   | Subentrato al posto di Paola Frassinetti eletta nel collegio uninominale Lombardia 1 - 01 (Monza) |
| Sardegna              | Sardegna - 01              | Forza Italia              | Pietro Pittalis                  | |
| Sardegna              | Sardegna - 01              | Partito Democratico-IDP   | Silvio Lai                       | |
| Sardegna              | Sardegna - 01              | Alleanza Verdi e Sinistra | Francesca Ghirra                 | |
| Sardegna              | Sardegna - 01              | Movimento 5 Stelle        | Susanna Cherchi                  | Subentrata al posto di Alessandra Todde eletta nel collegio plurinominale Lombardia 2 - 01 |
| Sardegna              | Sardegna - 01              | Movimento 5 Stelle        | Emiliano Fenu                    | |

### Valle d'Aosta
| Circoscrizione | Lista | Lista                                          | Eletto       | Note |
| -------------- | ----- | ---------------------------------------------- | ------------ | ---- |
| Valle d'Aosta  |       | Vallée d'Aoste – Autonomie Progrès Fédéralisme | Franco Manes |      |

### Estero
| Ripartizione                      | Lista                                     | Eletto                   | Note |
| --------------------------------- | ----------------------------------------- | ------------------------ | ---- |
| Europa                            | Partito Democratico-IDP                   | Toni Ricciardi           |      |
| Europa                            | LSP-FI-FdI                                | Simone Billi             |      |
| Europa                            | Movimento 5 Stelle                        | Federica Onori           |      |
| America meridionale               | Movimento Associativo Italiani all'Estero | Franco Tirelli           |      |
| America meridionale               | Partito Democratico-IDP                   | Fabio Porta              |      |
| America settentrionale e centrale | Partito Democratico-IDP                   | Christian Diego Di Sanzo |      |
| America settentrionale e centrale | LSP-FI-FdI                                | Andrea Di Giuseppe       |      |
| Africa, Asia, Oceania e Antartide | Partito Democratico-IDP                   | Nicola Carè              |      |